# برام فـان كركوف
برام فـان كركوف (بالهولندية: Bram van Kerkhof)‏ هو مدرب كرة قدم ولاعب كرة قدم هولندي في مركز الوسط، ولد في 1 نوفمبر 1948 في آرنم في هولندا. لعب مع أوستينده ونادي غينت.